# Prunus
Prunus L., 1753 è un genere di piante della famiglia delle Rosacee. È l'unico genere della tribù Amygdaleae Juss..
Comprende oltre 300 specie, originarie delle zone temperate dell'emisfero settentrionale, arboree e arbustive a fogliame persistente o deciduo, alte fino a 6 m, solitamente con fruttificazione edule e fioriture delicate.

## Descrizione
Le specie di Prunus hanno generalmente foglie alterne, semplici, fiori bianchi o rosa riuniti in racemi o corimbi; il frutto è una drupa, con pericarpo carnoso e endocarpo legnoso.

## Tassonomia

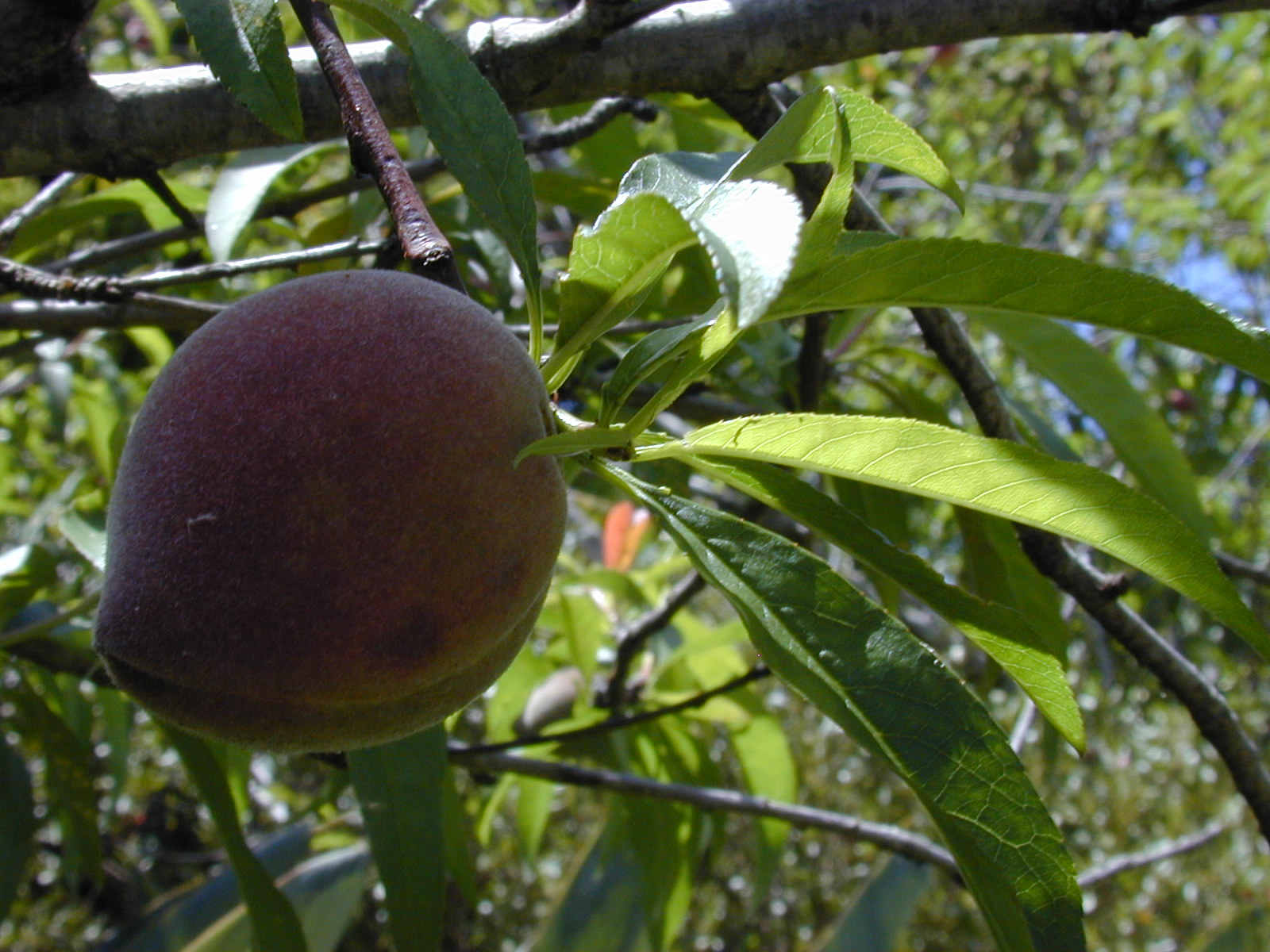
Frutto di Prunus persica

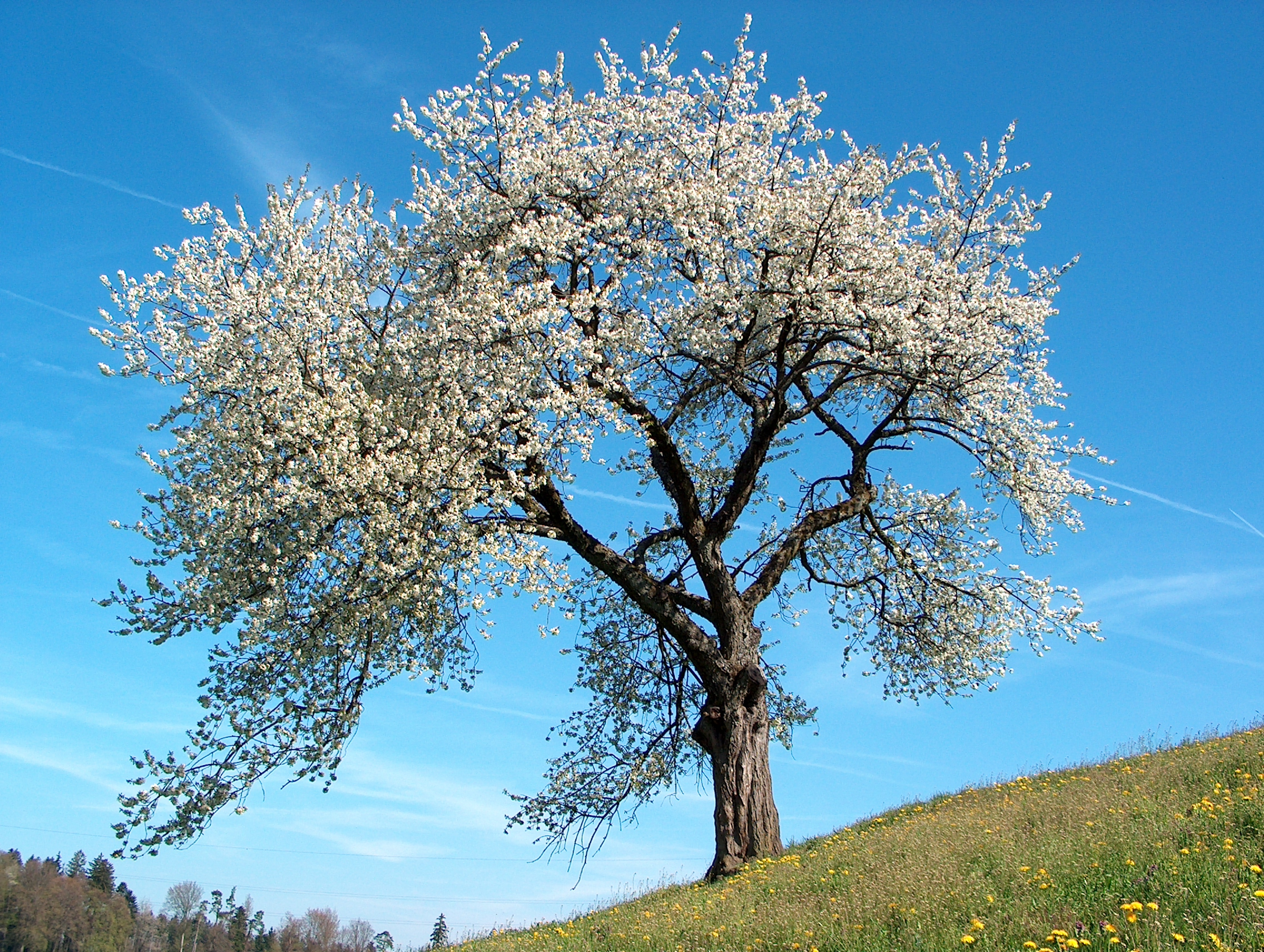
Albero del genere Prunus in fiore

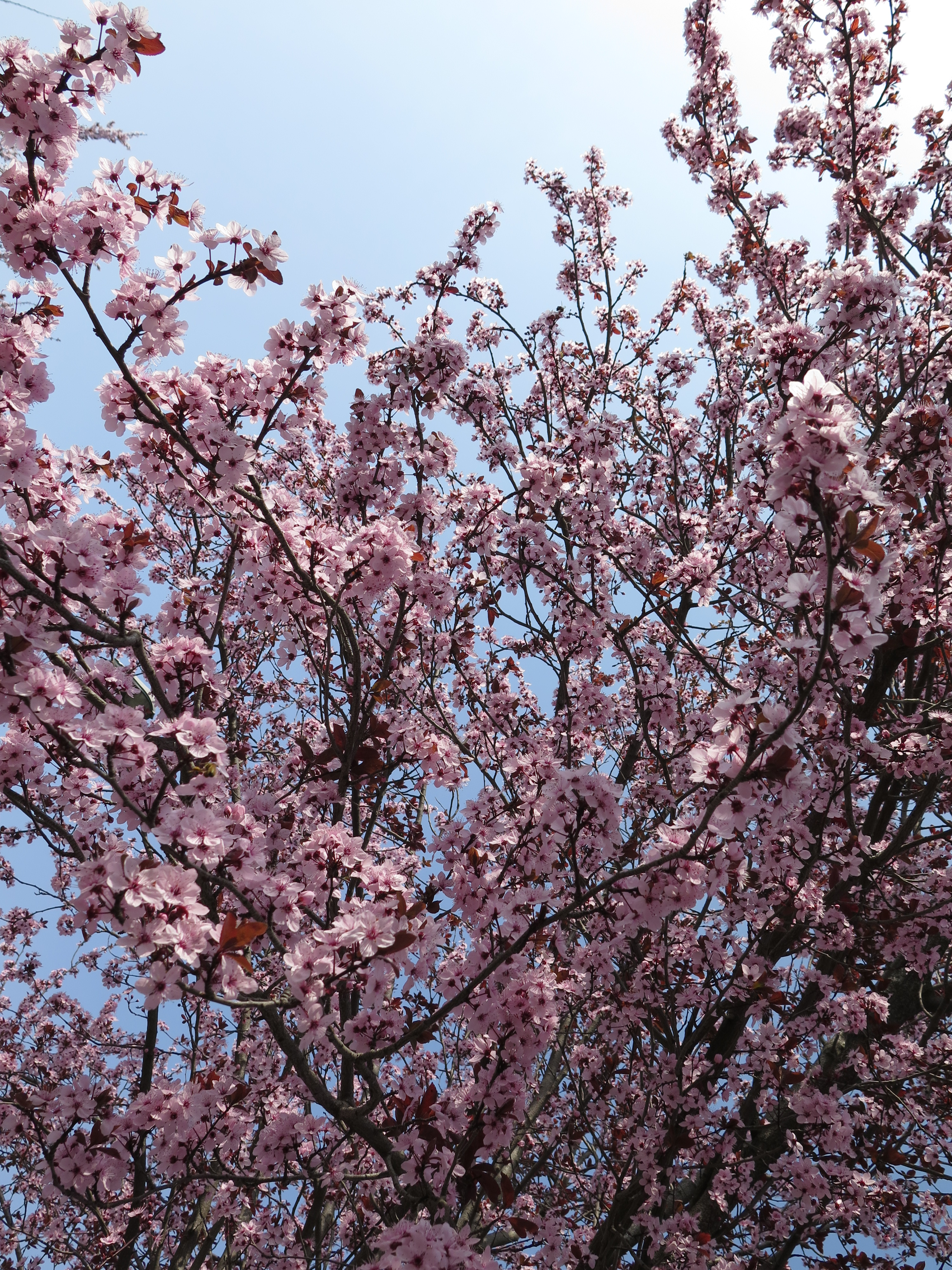
La fioritura in marzo

Il genere comprende oltre 300 specie
Viene diviso in alcuni sottogeneri: Amygdalus, Prunus, Cerasus, Padus, Laurocerasus.
Tra le specie da frutto si citano:
- il pesco (Prunus persica);
- il ciliegio (Prunus avium);
- l'amareno (Prunus cerasus);
- l'albicocco (Prunus armeniaca);
- il mandorlo (Prunus amygdalus, sin.: P. dulcis);
- il susino/prugno europeo (Prunus domestica);
- il pruno cinogiapponese (Prunus salicina);
- il mirabolano (Prunus cerasifera).

Tra le specie ornamentali sempreverdi citiamo:
- P. laurocerasus volgarmente noto col nome di lauroceraso, originario dell'Asia occidentale, introdotto in Italia nel 1550, arbusto o alberetto, alto fino a 6 m, con foglie obovato-lanceolate, coriacee, di colore verde-scuro lucente, che in primavera portano all'ascella dei fiori bianchi riuniti in racemi, con frutti ovali nerastri simili ad olive a maturazione autunnale;
- P. ilicifolia originario della California, pianta poco rustica, sensibile alle basse temperature, coltivata nel meridione d'Italia.

Tra le specie ornamentali a foglie caduche, ricordiamo:
- P. avium var. florepleno, specie arborea, noto come ciliegio giapponese, di origine oriticola, che porta grandi fiori penduli, colorati di rosa-chiaro, riuniti in mazzetti;
- P. serrulata, chiamato sakura in lingua giapponese, un tipo di ciliegio giapponese molto comune in tutto il Giappone;
- P. persica var. florepleno, noto col nome di pesco da fiore o pesco giapponese, che all'inizio della primavera prima della ripresa vegetativa, porta grossi fiori doppi, dai colori bianco, rosa e rosso-scuro;
- P. amygdalus var. pollardii, ibrido tra il pesco comune e il mandorlo, è una varietà molto precoce, con grandi fiori semplici di colore rosa-carico.

Tra le specie minori di interesse botanico si citano:
- Prunus mume;
- Prunus brigantina (albicocco di montagna, o di Briançon);
- Prunus cocomilia (prugno acido);
- Prunus mahaleb (ciliegio canino);
- Prunus serotina (ciliegio tardivo);

Le specie spontanee in Italia sono 16, tra cui citiamo P. cocomilia diffuso nell'Italia meridionale e Sicilia, a fiori bianchi, P. mahaleb noto col nome di ciliegio canino e Prunus spinosa, noto anche come prugnolo, spontaneo in tutt'Italia.
Tra le specie rinselvatichite, ornamentali, o che interessano l'arboricoltura da frutto per la produzione di frutta per il consumo fresco o la conservazione e trasformazione industriale, citiamo:  P. campanulata a fiori penduli,  Prunus tomentosa (Ciliegio di Nanchino),  P. avium o ciliegio dai fiori colorati di bianco-rosa,  P. serrulata dai fiori colorati di bianco con screziature rosa,  P. subhirtella var. pendula a fruttificazione edule, e le notissime e numerose varietà di piante da frutta come il susino, l'albicocco, il mandorlo, il pesco, il ciliegio, il lauroceraso; tra le piante ornamentali, ricordiamo il gruppo dei ciliegi giapponesi, come il P. serrulata, P. subhirtella, P. grayana, il pesco cinese il P. davidiana, l'albicocco della Manciuria, P. mandshurica, e altre specie esotiche come P. chinensis, P. japonica e P. triloba, tutte piante arbustive di modeste dimensioni con lunghi rami ricoperti da numerosi fiori doppi, di colore bianco o rosato.

## Usi
- Il genere Prunus ha una grande varietà di piante ornamentali, per le delicate fioriture, come alberelli o siepi, nei parchi, viali, giardini, o in vaso sui terrazzi e molte specie presenti in natura. Ricordiamo Prunus avium (ciliegio selvatico), Prunus spinosa (prugnolo), Prunus persica (pesco), Prunus amygdalus (mandorlo), Prunus armeniaca (albicocco), Prunus cerasus (amareno) e Prunus laurocerasus (lauroceraso).
- Viene usato industrialmente per la produzione forzata di rami fioriti.
- Viene utilizzato per la produzione industriale di frutta come le ciliegie, le pesche, le susine, le albicocche, le mandorle e così via.
- Le foglie di lauroceraso vengono dorate e argentate per essere utilizzate come addobbi mortuari.

### Proprietà medicinali
- Olio e acqua di lauroceraso hanno proprietà calmante negli attacchi d'asma e nella tosse nervosa.[senza fonte]

## Metodi di coltivazione
Si adattano a qualunque tipo di terreno purché soffice, fresco e acido, ben concimato, in posizione ben riparata e calda.
La moltiplicazione avviene con la semina, talea, margotta o innesto su soggetto selvatico ottenuto da seme.